# Свайнсона прекрасная
Свайнсона прекрасная (лат. Swainsona formosa) — вид австралийских растений из рода свайнсона, названного в честь английского ботаника Исаака Свайнсона. Вид известен своими уникальными кроваво-красными цветами с луковичной чёрной сердцевинкой. Это один из самых известных полевых цветков в Австралии. Его привычные места обитания — засушливые районы центральной и северо-западной Австралии, а его ареал простирается на все австралийские штаты, за исключением штата Виктории.
Образцы Свайнсоны были впервые собраны Уильямом Дампьером, который записал свои первые наблюдения 22 августа 1699 года. Эти образцы находятся сегодня в Филдинг-Дрюс Гербарий в Оксфордском университете в Англии.
В XVIII веке вид назывался Cliantus dampieri, а позже стал более широко известен как клиантус красивый (formosa в переводе с латинского «красивый»), однако, позже был включён в род свайнсона (Swainsona).